# گانیلا رور
گانیلا رور (انگلیسی: Gunilla Röör؛ زادهٔ ۱۶ اوت ۱۹۵۹) بازیگر اهل سوئد است. از فیلم‌های او می‌توان به زیر خورشید اشاره کرد.